# Medalha Militar de Serviços Distintos
A Medalha Militar de Serviços Distintos é uma condecoração militar portuguesa usada para galardoar serviços de carácter militar relevantes e extraordinários ou actos notáveis de qualquer natureza, ligados à vida da Armada, do Exército, ou da Força Aérea, de que resulte, em qualquer dos casos, honra e lustre para a Pátria ou para as instituições militares do País.

## História
A Medalha Militar de Serviços Distintos foi originalmente criada em 2 de Outubro de 1863, por decreto da Secretaria de Estado dos Negócios da Guerra, com o nome de Medalha Militar de Bons Serviços, a segunda de três classes da medalha militar.
De 1863 a 1919, a Medalha Militar de Bons Serviços (hoje de Serviços Distintos) tinha apenas duas classes - ouro (MOBS / MOSD) e prata (MPBS / MPSD), mas, pelo Decreto N.º 6093, de 11 de Setembro de 1919, passou a ter também o grau bronze (MBBS / MBSD), de forma a premiar as classes que não tinham acesso à medalha, nomeadamente sargentos e praças.
Finalmente, em 1946, através do Decreto N.º 35667, de 28 de Maio de 1946, a medalha passou a chamar-se definitivamente Medalha Militar de Serviços Distintos, mantendo até hoje o desenho que foi estabelecido em 1946.

## Graus
A Medalha de Serviços Distintos tem três graus:
- Grau Ouro (MOSD)
- Grau Prata (MPSD)
- Grau Bronze (MBSD)

O grau é concedido em função dos feitos realizados e não da patente do militar.
Quando se destine a galardoar feitos em campanha militar a Medalha de Serviços Distintos é concedida com palma:
- Grau Ouro com Palma (MOSD)
- Grau Prata com Palma (MPSD)
- Grau Bronze com Palma (MBSD)

## Distintivos
|  |  |